# باران (بازی ویدئویی)
باران (انگلیسی: Rain) که در آسیا با عنوان گمشده در باران شناخته می‌شود، یک بازی ماجراجویی است که توسط استودیو ژاپن توسعه یافته و توسط سونی کامپیوتر انترتینمنت برای پلی‌استیشن ۳ منتشر شده‌است. این بازی در گیمزکام معرفی شد و در سال ۲۰۱۳ به صورت دانلود دیجیتالی در شبکه پلی‌استیشن منتشر شد. در حالی که نسخه دیجیتال در همه مناطق در دسترس است، نسخه دیسک فیزیکی بازی فقط محدود به ژاپن بود و در آن تنها گزینهٔ زبان ژاپنی وجود دارد و نسخه هنگ کنگی و تایوانی آن حاوی گزینه‌های زبان انگلیسی و چینی سنتی است. این نسخه آخرین و تنها راهی است که می‌توانید با آن یک نسخه فیزیکی با زبان انگلیسی از بازی را بدست آورید و آن را به کلکسیون خود اضافه کنید. این بازی بر یک مکانیزم جدید متمرکز شده‌است که بر اساس آن شخصیت بازیکن و همه دشمنان فقط در صورت ایستادن زیر باران قابل مشاهده هستند.

## داستان
باران در شهری که از دوران میانه قرن بیستم پاریس الهام گرفته شده اتفاق می‌افتد و داستان پسری جوان را دنبال می‌کند. در آغاز بازی، او درگیر تب است و در خانه در رختخواب افتاده‌است. در طول روز او از پنجره خود به بیرون خیره می‌شود و دختری نامرئی را در زیر باران می‌بیند که بارش باران به او شکل می‌دهد و جسم شبح مانند او را آشکار می‌کند. او برای چند ثانیه به او خیره می‌شود تا اینکه چیزی عظیم و تهدیدآمیز که او نیز نامرئی است او را از بین می‌برد مگر اینکه باران دوباره به آن شکل بدهد.
با کنجکاوی، او آن دو را در کوچه ای دنبال می‌کند، پس از عبور از یک در بزرگ، روز به‌طور ناگهانی به شب تبدیل می‌شود و شهر خالی از سکنه است و فقط توسط جانوران نامرئی عجیب و غریب که در خیابان‌ها پرسه می‌زنند اشغال شده‌است. پسر همچنین متوجه می‌شود که خودش نیز نامرئی است و فقط باران به او و جانوران شکل می‌دهد.
با بسته شدن راه بازگشتش، او سعی می‌کند دختری را پیدا کند که هنوز توسط جانوران تعقیب می‌شود. هیولایی که پسر از پنجره دید ناشناخته نامیده می‌شود. با استفاده از هر وسیله ای برای محافظت در برابر باران، پسر از موجوداتی که در خیابان‌ها و کوچه‌ها گشت می‌زنند فرار می‌کند، اما دختر همیشه گریزان است.
پس از از دست دادن شانس خود برای ملاقات با دختر در کلیسایی که در حال بازسازی است، پسر او را در محوطه کارخانه ای که از کار افتاده دنبال می‌کند و سرانجام حضور خود را به او می‌شناساند. آنها با هم فرار می‌کنند، اما هیچ‌کدام قادر به شنیدن صدای دیگری نیستند. صرف نظر از این، آنها در حالی که توسط ناشناخته‌ها تحت تعقیب هستند، در شهر به حرکت ادامه می‌دهند.
با پیشرفت بازی، بچه‌ها متوجه می‌شوند که جسم هرکدام در خانه‌های خود در بستر بیماری افتاده‌است. دختر سعی می‌کند جسم خود را بیدار کند و در حین انجام این کار دوباره نمایان می‌شود. اما قبل از این که بتواند پزشک خود را از خواب بیدار کند، توسط ناشناخته تعقیب می‌شود.
پسر او را دنبال می‌کند و با خروج از خانه متوجه می‌شود که شهر کاملاً خود را به صورت یک قالب هزارتوی قلعه ای درآورده است که روی آب شناور است و هیچ انتهایی برای آن دیده نمی‌شود. او سرانجام با دختر متحد می‌شود و این دو از ناشناخته که همیشه در تعقیب آن‌ها بود فرار می‌کنند.
آن دو که به نوری عجیب در حاشیه حوزه ناشناخته کشیده شده‌اند، وارد کوچه ای می‌شوند که نور از درهایی که هنگام ورود به دنیای شب از آن عبور کرده بودند، به درون آنها نفوذ می‌کند. قرار گرفتن در معرض نور ناگهان ناشناخته‌ها را ضعیف می‌کند. با دیدن این، بچه‌ها هر دو در را باز می‌کنند و باعث می‌شوند ناشناس روی زمین فرو بریزد.
با این حال، آنها متوجه می‌شوند که نمی‌توانند بدون باران بروند، آنها هیچ شکل فیزیکی ندارند. در عوض آنها تصمیم می‌گیرند ناشناخته‌ها را به بهای به دام انداختن در دنیای شب به نور آن سوی در بکشند. بعد از بستن درها، ناشناس با مرگ او در را باز می‌کند و روی پسر می‌افتد و او را محکم می‌کند. دختر که نمی‌تواند او را آزاد کند، او را رها کرده و مستقیم به خانه او می‌رود. در آنجا او به امید بیدار کردن او روی پنجره او فریاد می‌زند. او موفق می‌شود، اما با ظاهر شدن پسر، دختر در دام می‌افتد و تنها می‌ماند.
همان‌طور که در آغاز بازی، پایان با عکس‌های رنگ آمیزی شده با آبرنگ نشان داده شده‌است. پسر صبح روز بعد در رختخواب خود بیدار می‌شود و بلافاصله در سراسر شهر حرکت می‌کند و قدم‌های خود را به خانه دختر بازمی‌گرداند. او در خارج از پنجره اتاق خواب او ایستاده‌است و سعی می‌کند او را بیدار کند همان‌طور که او را بیدار کرده‌است، و دختر سرانجام در ایوان اتاق خواب خود ظاهر می‌شود. بازی با تجمع مجدد این دو در خیابان خارج از خانه دختر زیر رنگین کمان به پایان می‌رسد.

## گیم پلی
باران یک بازی ماجراجویی است که بر مکانیزم نامرئی متمرکز شده‌است. بازیباز نقش پسر جوانی را بر عهده می‌گیرد که نامرئی است و تنها زمانی می‌توان او را دید که در زیر باران شدید ایستاده‌است. هنگامی که در زیر سایبان‌ها، پل‌ها و سایبان‌ها در بیرون، و همچنین هنگامی که در داخل خانه پناه گرفته‌اید، پسر نمی‌تواند توسط خود بازیباز و دشمنان در در بازی دیده شود، و تنها از طریق رد پای خیس او قابل ردیابی است. مکانیزم نامرئی نه تنها برای شخصیت بازیکن بلکه برای همه دشمنان درون بازی نیز رخ می‌دهد.
بازیباز به وسیله پسر و سایر موجودات در زیر باران برای حل معماها و کارهای مختلف در طول بازی استفاده می‌کند.

## موسیقی
آهنگ اصلی بازی "A Tale Only the Rain Knows" است که بر اساس آهنگ " Clair de Lune " ساخته کلود دبوسی از سوئیت برگاماسک تنظیم شده‌است و توسط آهنگساز بازی یوگو کانو تنظیم شده و توسط کانی تالبوت خوانندگی می‌شود.

## بازتاب‌ها
| گردآورنده | امتیاز |
| --------- | ------ |
| متاکریتیک | 72/100 |

| ناشر         | امتیاز |
| ------------ | ------ |
| یوروگیمر     | 6/10   |
| گیم‌اسپات     | 7/10   |
| آی‌جی‌ان       | 7/10   |
| پولیگان      | 8.5/10 |
| هاردکور گیمر | 3/5    |

این بازی در زمان انتشار خود نقدهای مثبتی دریافت کرده‌است. بر اساس ۷۷ بررسی، این بازی نمره کل ۷۲ از ۱۰۰ را در متاکریتیک دریافت کرد. دانیل کروپا از آی‌جی‌ان بازی را ۷ از ۱۰ ارزیابی کرد و برخی از مکانیزم‌های بازی را ستود اما گفت: «باران یک فضای دل انگیز متمایز ایجاد می‌کند، اما نمی‌تواند آن را به یک تجربه جذاب تر تبدیل کند.» تام مک شی از گیم‌اسپات نیز به بازی ۷ از ۱۰ داد، ضمن تمجید از گیم پلی، موسیقی و برخی از معماها، گفت: «باران از فضای سرد و یک داستان دلچسب برای جذب شما به این دنیای خارق العاده استفاده می‌کند»، اما برخی از مکانیزم‌ها و معماها را مورد انتقاد قرار داد. بریتانی وینسنت از بازی هاردکور گیمر ۳ از ۵ را به بازی داد و گفت: «امکان گشت و گذار در محیط زیبای آن جذاب است، اما به نظر می‌رسد باران آنقدر راضی کننده نیست که بدبینی‌های مارا برطرف کند و گیم پلی جذاب را ایجاد کند.» فیلیپ کولار از پولیگان امتیاز ۸٫۵ از ۱۰ را به بازی داد و اظهار داشت: «باران دارای حس قوی ای است که از مکانیزم ساده آن بر می‌آید.» کریستین دانلان از یوروگیمر به بازی نمره ۶ از ۱۰ داد، در حالی که از نورپردازی و فضای آن تمجید کرد و از روند کند داستان و طرح‌های تکراری و همچنین بازی به دلیل چالش‌برانگیز بودن انتقاد کرد. او بازی را «یک فرصت از دست رفته» نامید.